# Hans Lorenz (Mediziner)
Hans Lorenz  (* 26. März 1873 in Wien; † 17. Dezember 1934 ebenda) war ein österreichischer Chirurg und Bergsteiger.
Lorenz studierte Medizin an der Universität Wien mit der Promotion zum Dr. med. 1896. Ab 1898 ließ er sich als Chirurg ausbilden und war ab 1900 klinischer Assistent an der ersten chirurgischen Klinik der Universität Wien und ab 1903 Assistent bei Julius Hochenegg an der Allgemeinen Poliklinik und ab 1904 an der zweiten chirurgischen Klinik der Universität. 1907 habilitierte er sich in Chirurgie und wurde Leiter der chirurgischen Abteilung am Krankenhaus der Wiener Kaufmannschaft. 1912 wurde er beratender Chirurg am St. Anna Kinderspital. Er hatte außerdem eine der größten Privatpraxen für Chirurgie in Wien. 
Daneben war er ein bekannter Bergsteiger und Mitte der 1890er Jahre einer der Hauptvertreter der Führerlosen unter den Bergsteigern mit vielen Erstbegehungen. Er war Ehrenmitglied des Deutschen und Österreichischen Alpenvereins, galt als Pionier der Hochgebirgsfotografie und war außerdem ab 1903 auch als Ballonfahrer in den Alpen bekannt.
Er starb 1934 durch Suizid.
Er war Autor in der Real-Encyclopädie der gesammten Heilkunde und lieferte Beiträge zum Lehrbuch der speziellen Chirurgie ('auf Basis des Lehrbuchs der Chirurgie von Eduard Albert) von Hochenegg.